# Wisła Kraków
Visla Krakov je poljski prvoligaški nogometni klub s sedežem v Krakovu, ki je bil ustanovljen leta 1906. 

## Dosežki
- Državni prvak: (13)

1927, 1928, 1949, 1950, 1977/78, 1998/99, 2000/01, 2002/03, 2003/04, 2004/05, 2007/08, 2008/09, 2010/11
- Superpokal: (1)

2001
- Pokalni zmagovalec: (4)

1926, 1966/67, 2001/02, 2002/03

## Igralski kader

### Člansko moštvo[1]
| Št. | Država               | Položaj | Igralec                 |
| --- | -------------------- | ------- | ----------------------- |
| 1   | Srbija               | GK      | Milan Jovanić           |
| 2   | Nizozemska           | DF      | Kew Jaliens             |
| 3   | Bosna in Hercegovina | DF      | Gordan Bunoza           |
| 4   | Honduras             | DF      | Osman Chávez            |
| 5   | Poljska              | MF      | Kamil Kosowski          |
| 6   | Poljska              | DF      | Arkadiusz Głowacki      |
| 7   | Poljska              | MF      | Radosław Sobolewski (K) |
| 8   | Bolgarija            | FW      | Tsvetan Genkov          |
| 9   | Poljska              | FW      | Rafał Boguski           |
| 10  | Poljska              | MF      | Łukasz Garguła          |
| 12  | Poljska              | GK      | Michał Miśkiewicz       |
| 14  | Poljska              | MF      | Damian Buras            |
| 20  | Poljska              | MF      | Michał Chrapek          |
| 21  | Poljska              | DF      | Łukasz Burliga          |
| 22  | Srbija               | DF      | Marko Jovanović         |

| Št. |          | Položaj | Igralec         |
| --- | -------- | ------- | --------------- |
| 23  | Avstrija | FW      | Daniel Sikorski |
| 25  | Estonija | GK      | Sergei Pareiko  |
| 28  | Poljska  | MF      | Cezary Wilk     |
| 31  | Honduras | FW      | Romell Quioto   |
| 33  | Poljska  | DF      | Michał Czekaj   |
| 34  | Poljska  | DF      | Alan Uryga      |
| 36  | Poljska  | GK      | Jan Kocoń       |
| 41  | Poljska  | MF      | Paweł Stolarski |
| 42  | Poljska  | MF      | Michał Szewczyk |
| 44  | Poljska  | DF      | Damian Lepiarz  |
| 45  | Poljska  | MF      | Daniel Brud     |
| 46  | Poljska  | FW      | Piotr Karłowicz |
| 54  | Poljska  | FW      | Dawid Kamiński  |
| 55  | Danska   | DF      | Jan Frederiksen |
| 77  | Srbija   | FW      | Ivica Iliev     |

## Znani bivši igralci
| Brazilija - Marcelo Slovenija - Andraž Kirm Honduras - Osman Chávez Moldavija - Ilie Cebanu Nigerija - Kalu Uche Nizozemska - Kew Jaliens Poljska - Marcin Baszczyński - Jakub Błaszczykowski - Paweł Brożek - Dariusz Dudka - Tomasz Frankowski - Łukasz Garguła - Arkadiusz Głowacki - Damian Gorawski - Bolesław Habowski |  | - Andrzej Iwan - Jan Jałocha - Mariusz Jop - Radosław Kałużny - Zdzisław Kapka - Tomasz Kłos - Kazimierz Kmiecik - Adam Kokoszka - Kamil Kosowski - Paweł Kryszałowicz - Marek Kusto - Wojciech Łobodziński - Antoni Łyko - Henryk Maculewicz - Edward Madejski - Radosław Majdan - Kazimierz Moskal - Adam Musiał - Adam Nawałka - Piotr Skrobowski - Radosław Sobolewski - Antoni Szymanowski - Mirosław Szymkowiak - Marek Zieńczuk - Maciej Żurawski |